# Yuko Mitsuya
Yuko Mitsuya (em japonês:  三屋 裕子; Katsuyama, 29 de julho de 1958) é uma ex-jogadora de voleibol do Japão que competiu nos Jogos Olímpicos de 1984.
Em 1984, ela fez parte da equipe japonesa que conquistou a medalha de bronze no torneio olímpico, no qual atuou em cinco partidas.